# ザ・ティアーズ
ザ・ティアーズ (The Tears) は、スウェードのメンバーだったブレット・アンダーソンとバーナード・バトラーを中心に結成されたイギリスのロックバンド。

## 来歴
1994年にメンバー間の不和からスウェードを脱退したバーナードに対し、2003年にスウェードを活動休止にしたばかりのブレットが連絡を取って、二人は約10年ぶりに和解を果たす。2004年には6月にはレコーディングを開始し、同年9月に新しいバンド名を「ザ・ティアーズ」と命名。他のメンバーは、バーナードのソロ活動を支えてきた日本人ドラマーのマコト・サカモト、キーボードにウィル・フォスター、ベースにはネイサン・フィッシャーが参加した。バーナードはアルバムのプロデュースも担当した。
2004年12月にロンドンとバルセロナにて初めてのライヴを行う。ティアーズは、基本的にライヴではスウェードの曲は一切演奏しないことになっており、観客からスウェードのデビュー曲「ザ・ドラウナーズ」を演奏するようしつこく野次を飛ばされた際に、ブレットは「誰かドラウナーズを演奏してほしいって言ったか？だとしたら来るギグを間違えたんだな」と演奏するのを拒否している。しかし、数回「ステイ・トゥゲザー」のB面に入っていた「リヴィング・デッド」を演奏することがあった。
2005年4月にデビューシングル「リフュジーズ」は全英9位に入る上々の滑り出しを見せる。しかし同年6月に発表されたデビュー・アルバム『ヒア・カム・ザ・ティアーズ』は全英15位に入ったが、たった2週間でチャートから姿を消すなど商業的には失敗に終わった。7月に発表されたシングルカットされた「ラヴァーズ」は全英24位を記録したものの、次のシングルに予定されていた「オートグラフ」は結局発売中止になった。
2005年8月にはサマーソニック出演のため初来日を果たし、ソニックステージのトリ前に出演した。しかし同年秋にはバンドは所属レーベルから解雇されてしまい、予定されていたツアーは全て中止。そしてブレットのソロ活動を追求したいという意向により、2006年初頭に活動休止を発表している。

## 現状
バーナードは主にダフィーなどを手がける人気プロデューサーとして活動。ブレットはソロ活動を続けていたが、2010年にはスウェードとして再始動している。しかしこれにはバーナードは参加していない。
ブレットはティアーズ活動停止後のインタビューでは「スウェードやティアーズはまだ終わったわけではない」という趣旨の発言もしていたが、ティアーズに関しては将来的な活動予定はなく実質的には解散状態にある。

## ディスコグラフィー

### アルバム
- ヒア・カム・ザ・ティアーズ(Here Come the Tears) - 全英15位

### シングル
- リフュジーズ(Refugees) - 全英9位
- ラヴァーズ(Lovers) - 全英24位